# Чачора
Чачора (блр. Чачора; рус. Чечора) река која протиче преко Гомељске области и Придњепарске низије Републике Белорусије. Лева је притока реке Сож (сливно подручје Дњепра) у коју се улива код града Чачерска. Укупна дужина водотока је 56 km, површина сливног подручја 551 km², а просечан проток при ушћу 3,2 m³/s.
Извире у подручју Кармјанског рејона Гомељске области, на око 2 km североисточно од села Љесаваја Буда. Ширина реке у горњем делу тока варира од 3 до 6 метара, у средњем делу од 7 до 10 м, а у доњем делу до 15 метара. Није пловна. Обале су благо нагете, на неким местима и до 15 метара у односу на ниво реке. Највиши водостај је од друге половине марта до друге половине априла и у том периоду честе су поплаве. 
На реци је саграђено мање вештачко Маркуловичко језеро. 